# Almirante Tamandaré (sub-bacia)
Almirante Tamandaré é uma sub-bacia hidrográfica localizada na cidade de Porto Alegre, capital do estado brasileiro do Rio Grande do Sul.
É uma das vinte e sete sub-bacias que servem à Bacia Hidrográfica do Lago Guaíba. Segundo o Atlas Ambiental de Porto Alegre (1998), a sub-bacia tem uma área de 13.86 km², enquanto que uma fonte do Departamento de Esgoto Pluvial (DEP) do município indica 11,50 km².
Compreende todos os cursos e corpos d'água existentes na região do principal núcleo urbano de Porto Alegre, cuja geomorfologia acabou sofrendo processos de intervenção e canalização com a crescente e histórica urbanização, sendo também uma área relativamente mais plana e propícia a alagamentos. A área da sub-bacia engloba bairros como o Centro Histórico, o extinto Marcílio Dias, Floresta, Moinhos de Vento, São Geraldo, Navegantes, São João, Auxiliadora e Mont'Serrat, todos de grande densidade urbana, com uma taxa de impermeabilidade do solo de 43%.

## Drenagem urbana
A drenagem da sub-bacia Almirante Tamandaré ocorre exclusivamente através de casas de bombeamento, não existindo superficialmente mais córregos em estado natural.
O Conduto Álvaro Chaves foi executado em 2005 para resolver o problema das inundações que acometia sobretudo a Avenida Goethe, no bairro Moinhos de Vento, devido à ineficiência de um trecho de rede pluvial construído na década de 1930. O conduto subterrâneo conduz a água provinda de chuvas até o "Canal Almirante Tamandaré", desaguando no Guaíba, no bairro São Geraldo, atravessando quadras densamente ocupadas e avenidas movimentadas como a Cristóvão Colombo e Farrapos.